# ナサニエル・ブラウン
ナサニエル・ブラウン（Nathaniel Brown, 2003年6月16日 - ）は、ドイツのバイエルン州アンベルク出身のプロサッカー選手。ブンデスリーガのアイントラハト・フランクフルト所属。ポジションはディフェンダー。

## 経歴

### ニュルンベルク
2016年から1.FCニュルンベルクのユースアカデミーに加入し、2022年にリザーブチームでプロデビュー。
2023年3月10日、2. ブンデスリーガのアイントラハト・ブラウンシュヴァイク戦に途中出場してトップチームデビューした。

### フランクフルト
2024年1月3日、ブンデスリーガのアイントラハト・フランクフルトへ完全移籍し、5年半の契約を結んだ。2023-24シーズン終了までは、期限付き移籍という形でニュルンベルクでプレーを続けた。

## 代表歴
2023年からU-21ドイツ代表に選出されている。